# Onychipodia bimarginata
Onychipodia bimarginata là một loài bướm đêm thuộc phân họ Arctiinae, họ Erebidae.